# BET Soul
BET Soul (anteriormente VH1 Soul) es un canal de televisión por suscripción estadounidense, y una cadena hermana de BET. Se transmite música soul, R&B, funk y motown del pasado y del presente.
BET Soul es propiedad de Paramount Media Networks, que es una subsidiaria de Paramount Global.
El canal debutó en 1998 en el “MTV Suite”, la alineación de nuevos canales de MTV Networks, que incluía nuevos MTV y VH1, y varios canales hermanos de Nickelodeon, como Nickelodeon GAS, NickToons Network, The N, Noggin, entre otros.
En su primer par de años, VH1 Soul se había convertido en el mejor y más visto como un canal de música soul y R&B, también de soul de los años 80 y 90.
Janet Jackson, Prince, TLC, Usher, Tony Toni Tone, Aretha Franklin y Stevie Wonder eran los que más aparecieron e iniciaron la popularidad del canal.
En el 2003, el canal quitó los videos de los años 90, ya que el canal VH1 Classic los transmitía. El canal entonces empezó a transmitir videos hip-hop, música alternativa y R&B nuevos.
- Datos: Q7906939